# Lingua slovena in Italia
     Lingua francoprovenzale
     Lingua occitana
     Lingue gallo-italiche
     Lingua veneta
     Dialetto sudtirolese
     Lingua friulana e lingua ladina
     Lingua slovena
     Dialetto toscano
     Dialetti italiani mediani
     Dialetti italiani meridionali
     Lingua siciliana
     Lingua sarda
     Lingua corsa

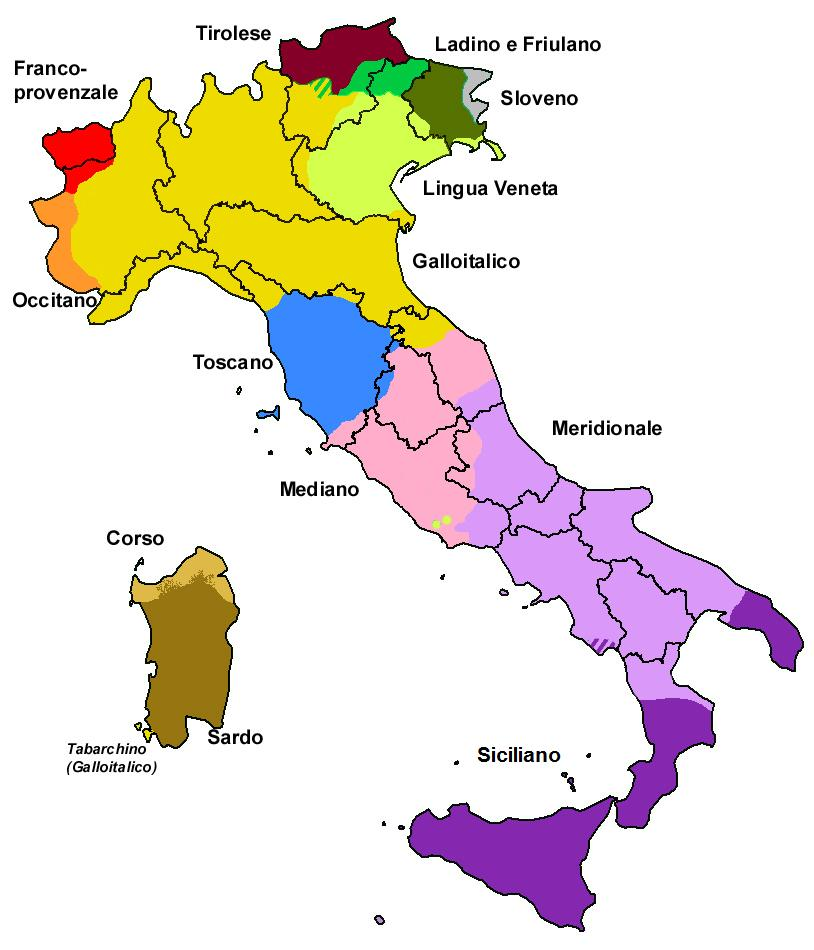
I gruppi linguistici presenti in Italia:
Lingua francoprovenzale
Lingua occitana
Lingue gallo-italiche
Lingua veneta
Dialetto sudtirolese
Lingua friulana e lingua ladina
Lingua slovena
Dialetto toscano
Dialetti italiani mediani
Dialetti italiani meridionali
Lingua siciliana
Lingua sarda
Lingua corsa

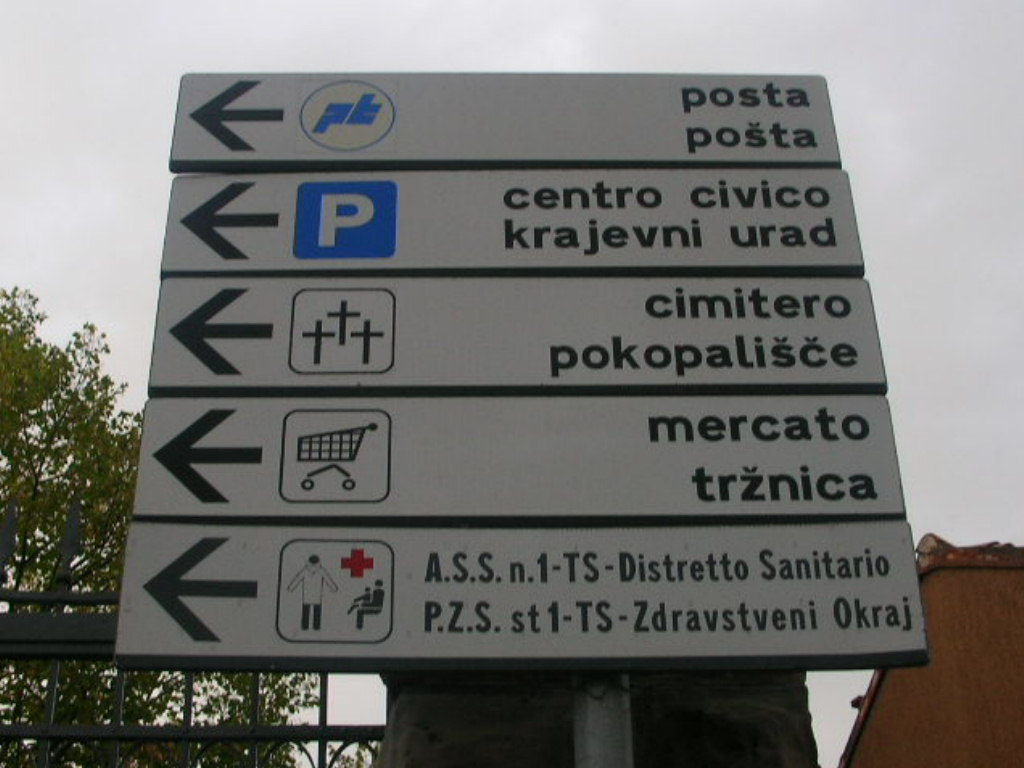
Cartelli direzionali bilingui a Opicina (Trieste).

La lingua slovena in Italia viene principalmente parlata da una comunità autoctona residente lungo il confine orientale, la minoranza slovena in Italia.
Non ci sono dati recenti e certi sul numero dei parlanti in sloveno o dialetti sloveni in Italia; statistiche del 1974 attestavano gli utilizzatori dello sloveno a 61.000 persone nel territorio del Friuli-Venezia Giulia, raccolti nella provincia di Trieste e nelle zone orientali delle province di Gorizia e Udine. La qualifica di "dialetto sloveno" qui considerata è quella derivante dalla legislazione italiana.
Riferimenti di Legge:
- La Repubblica riconosce e tutela i diritti dei cittadini italiani appartenenti alla minoranza linguistica slovena presente nelle province di Trieste, Gorizia e Udine, a norma degli articoli 2, 3 e 6 della Costituzione e dell'articolo 3 della legge costituzionale 31 gennaio 1963, n.
- La Legge regionale F.V.G. 23 febbraio 2001, n. 38 Norme a tutela della minoranza linguistica slovena della regione Friuli - Venezia Giulia (Pubblicata sulla Gazzetta Ufficiale n.56 dell'8 marzo 2001)

## Sloveno standard e dialetti sloveni in Italia
Il frazionamento della minoranza in Italia, come anche la diversa appartenenza statale, rendono problematica (nonché in più di qualche caso dichiaratamente avversata) l'adozione dello standard letterario sloveno come lingua comune per l'insieme delle comunità: mentre infatti gli slovenofoni di Trieste e di Gorizia si riconoscono pienamente nella lingua e nelle tradizioni culturali della vicina Slovenia - alle quali hanno dato anzi un contributo storicamente significativo -, i gruppi della provincia di Udine (Slavia friulana) tendono in genere a porre l'accento sulla differenza dei loro dialetti dallo standard sloveno, per sottolineare la loro peculiarità storica e culturale. Ciò deriva anche dal fatto che, a differenza degli sloveni della provincia di Trieste e Gorizia che hanno avuto, tranne - ovviamente - durante il ventennio fascista, scuole pubbliche con lo sloveno standard come lingua d'insegnamento dai tempi dell'Impero asburgico, gli sloveni della provincia di Udine non hanno mai avuto la possibilità di un contatto costante con la lingua letteraria slovena nonostante le promesse del Regno d'Italia. La loro variante dello sloveno è quindi rimasta sul livello di lingua orale, creando un diffuso fenomeno di diglossia, che aveva caratterizzato a lungo anche gli sloveni dell'Oltremura.
La peculiarità del resiano ha inoltre indotto alla creazione di una propria standardizzazione ortografica che si è andata diffondendo negli ultimi due decenni. All'inizio del 2007, però, il consiglio comunale di Resia approvò una risoluzione che afferma la volontà del comune di essere inserito nel territorio dove sarà vigente la legge di tutela della minoranza slovena, benché resti aperta la polemica soprattutto interna sulla questione dell'uso del resiano scritto nel sistema educativo e amministrativo in luogo dello Sloveno, e sull'opportunità di sostenere la richiesta di un diverso riconoscimento per questo idioma da parte dello stato italiano. In merito a tale polemica nel 2019 si è espresso anche l’Istituto per la lingua slovena presso il Centro di ricerca scientifica dell’Accademia slovena della scienza e dell’arte di Lubiana il quale ha ribadito che tutti i dialetti sloveni parlati nel territorio dell’ex Provincia di Udine (anche quello resiano) sono effettivamente dialetti della lingua slovena.
È difficile fare chiarezza sulle posizioni contrastanti che vengono prese nel dibattito anche perché sul territorio della tutela culturale le polemiche vengono alimentate anche da posizioni politiche e ideologiche in buona parte provenienti dall'esterno: in particolare se da un lato gran parte dell'associazionismo sloveno e tutte le correnti filo-slovene spingono per una comune identificazione slovena di tutti i cittadini italiani di lingua slovena del Friuli-Venezia Giulia e per l'adozione dello sloveno standard da parte di tutte le comunità, d'altro canto gran parte della politica italiana e anche friulana, e tutto il nazionalismo italiano, ivi comprese le associazioni segrete che svolsero un rilevante ruolo nella storia locale del XX secolo, sono contrari all'identificazione slovena e spingono invece per un'esaltazione delle differenze locali, culturali e storiche, e pertanto per un maggiore riconoscimento delle differenze in particolare dei resiani e degli abitanti della Benecia. Il dibattito attuale è in tutti i casi piuttosto acceso e vario, tanto da essere difficile riportare completamente tutte le posizioni presenti.

## Dialetti sloveni in Italia
Dialetto sloveno della Val Canale (ziljsko narečje)
     Dialetto sloveno-resiano (rezijansko narečje)
     Dialetti sloveni della Slavia friulana (tersko in nadiško narečje)
     Dialetti sloveni del Collio e del Carso (briško in kraško narečje)
     Dialetto sloveno della Carniola interna (notranjsko narečje)
     Dialetto sloveno-istriano (istrsko narečje)
     Area di utilizzo dei dialetti appartenenti al gruppo dialettale carinziano
     Area di utilizzo dei dialetti appartenenti al gruppo dialettale litoraneo (primorska narečna skupina) nell'ambito dei principali gruppi dialettali sloveni
1 – Dialetto istriano

Area di utilizzo dei dialetti appartenenti al gruppo dialettale carinziano
Area di utilizzo dei dialetti appartenenti al gruppo dialettale litoraneo (primorska narečna skupina) nell'ambito dei principali gruppi dialettali sloveni
1 – Dialetto istriano

Lo sloveno in Italia è rappresentato da vari dialetti; tutti questi, tranne il resiano, si estendono anche dall'altra parte del confine con la Slovenia (o, nel caso del dialetto del Gailtal, anche in Austria):

Dialetti sloveni nelle aree di insediamento della minoranza slovena in Italia
Dialetto sloveno della Val Canale (ziljsko narečje)
Dialetto sloveno-resiano (rezijansko narečje)
Dialetti sloveni della Slavia friulana (tersko in nadiško narečje)
Dialetti sloveni del Collio e del Carso (briško in kraško narečje)
Dialetto sloveno della Carniola interna (notranjsko narečje)
Dialetto sloveno-istriano (istrsko narečje)

- il dialetto dei Gailtal (ziljsko narečje) nelle zone slovenofone della Val Canale;
- il dialetto resiano (rezijansko narečje) in Val Resia;
- il dialetto del Torre (tersko narečje) nei comuni di Lusevera e Taipana e in alcune frazioni di Nimis, Attimis, Faedis;
- il dialetto del Natisone (nadiško narečje) nei comuni di Pulfero, Savogna, Grimacco, Drenchia, San Pietro al Natisone, San Leonardo, Stregna e in alcune frazioni di Prepotto e Torreano;
- il dialetto del Collio (briško narečje) nel comune di San Floriano del Collio e in alcune frazioni di Gorizia, Cormons e Dolegna del Collio;
- il dialetto carsico (kraško narečje) nei comuni di Duino-Aurisina, Doberdò del Lago, Savogna d'Isonzo e alcune frazioni di Gorizia e di Trieste (Barcola, Gretta, Grignano, Prosecco);
- dialetto carniolino centrale (notranjsko narečje) nei comuni di Monrupino, Sgonico e in alcune frazioni di San Dorligo della Valle e di Trieste (Padriciano, Opicina, Basovizza, Trebiciano, Cattinara);
- dialetto istriano - variante di Risano (istrsko narečje - rižanski govor) nelle zone slovenofone del comune di Muggia, in maggior parte delle frazioni del comune di San Dorligo della Valle e in alcune frazioni di Trieste;

Tranne il primo, che fa parte del gruppo dei dialetti carinziani, tutti gli altri fanno parte del gruppo dei dialetti del Litorale (primorska narečna skupina).
Quanto al resiano tanto i linguisti che i poteri politici e l'opinione pubblica non sono concordi riguardo al suo status: alcuni lo considerano parte integrante del gruppo dialettale litoraneo, altri parlano di un dialetto di transizione tra i gruppi litoraneo e carinziano, altri ancora sostengono la sua peculiarità nell'ambito della famiglia linguistica slovena; taluni, infine, sostengono invece si tratti di un idioma a sé stante, sebbene simile allo sloveno.
Il Resiano ha mantenuto infatti degli arcaismi non più esistenti negli altri dialetti sloveni, quale ad esempio il tempo verbale aoristo, e presenta un sistema fonetico del tutto peculiare, con ben quattro varianti locali della dizione. La popolazione parlante, inoltre, sembra propendere ampiamente per un'identificazione indipendente dallo sloveno. In merito a tale polemica nel 2019 si è espresso anche l’Istituto per la lingua slovena presso il Centro di ricerca scientifica dell’Accademia slovena della scienza e dell’arte di Lubiana., il quale ha ribadito, che i dialetti sloveni parlati nel territorio dell’ex Provincia di Udine (compreso il dialetto resiano) sono effettivamente dialetti della lingua slovena.

## Uso della lingua slovena nella liturgia cattolica
La Chiesa cattolica usa la lingua slovena nella liturgia ovunque vi sia un numero sufficiente di fedeli sloveni. Nelle diocesi di Trieste e di Gorizia vi sono due vicari episcopali per gli sloveni ed i fedeli sloveni sono organizzati in modo autonomo. Il clero è attivamente impegnato nell'affermazione della convivenza tra la popolazione italiana e quella slovena.

## Scolarizzazione in lingua slovena

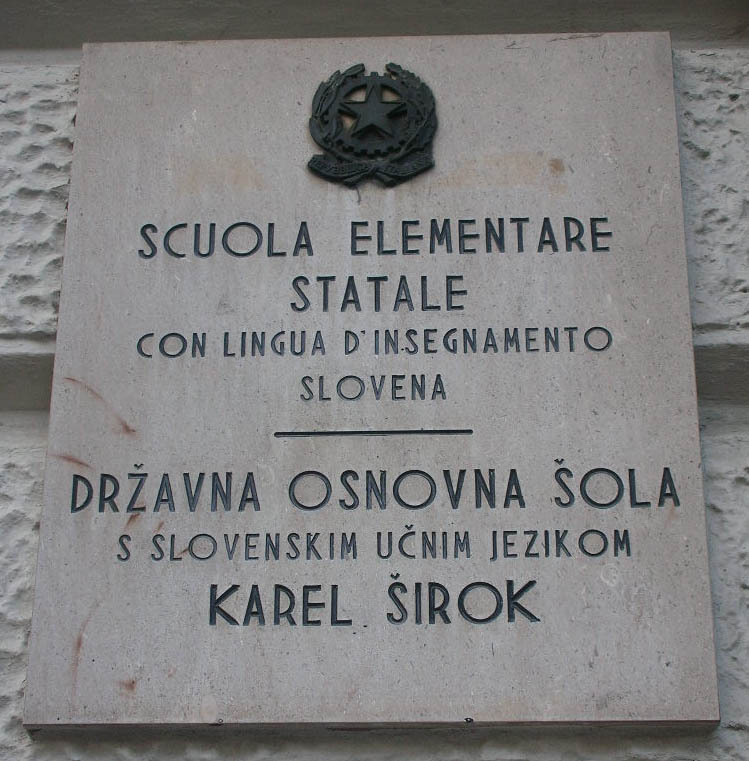
Una scuola elementare in lingua slovena in provincia di Trieste.

Sotto la monarchia austro-ungarica, grazie al regime federale dello Stato l'idioma sloveno ha trovato una sua collocazione scolastica, mentre le terre che scelsero tramite il referendum del 1866 di passare sotto il regno d'Italia non fruirono di questa opportunità.
Già nella seconda metà del Settecento, Maria Teresa d'Austria e successivamente Giuseppe II e Leopoldo II furono tre imperatori illuminati che promossero la scolarizzazione di massa in tutto il loro impero. In seguito alle riforme costituzionali degli anni sessanta dell'Ottocento, la scolarizzazione elementare nella parte austriaca della duplice monarchia venne a dipendere dalle amministrazioni comunali. Per gli sloveni del Goriziano e del Carso ciò significò una scolarizzazione nella lingua slovena standard, mentre a Trieste (in quanto prevalentemente italiana) ed anche in parte dell'Istria, dove sia le amministrazioni comunali sia l'istruzione erano italiane, vennero fondate, già dalla seconda metà dell'Ottocento, varie scuole private slovene, dirette dalla "Società SS. Cirilio e Metodio" (Cirilmetodova družba). Questo, insieme alla diffusione delle attività culturali di stampo popolare, ha permesso agli sloveni austroungarici di imparare a leggere e scrivere nello sloveno standard. Dopo l'assegnazione al Regno d'Italia del Litorale austriaco avvenuta in base al trattato di Rapallo (1920), gli sloveni ivi residenti persero la possibilità di studiare la propria madrelingua dai banchi di scuola. In seguito all'applicazione della Legge n. 2185 del 1/10/1923 (Riforma scolastica Gentile), nell'area comprendente le attuali provincie di Gorizia e Trieste furono abolite tutte le scuole con lingua di insegnamento slovena (oltre 60). Fu solo dopo la seconda guerra mondiale che gli sloveni riottennero il diritto di frequentare la scuola dell'obbligo nella propria lingua di origine dei proprio avi, in base alla Legge n. 1012 del 19/07/1961. In territorio italiano va ricordato monsignor Ivan Trinko, appassionato diffusore della cultura slovena, che si oppose alla proibizione del regime fascista all'uso dello sloveno locale nelle chiese.
Questo oltre alla diversa storia delle terre del Natisone rispetto a quelle slovene contribuì ad un senso di appartenenza diverso degli Italiani di lingua slava della provincia di Udine dagli sloveni della provincia di Gorizia e Trieste. Tuttavia i rapporti economici, parentali (i tanti matrimoni) e culturali tra le genti delle vallate confinarie (italiane e slovene) lungo il confine della provincia di Udine, sono sempre stati, nei secoli, molto forti.
In Friuli-Venezia Giulia sono presenti dodici scuole di ogni ordine e grado con la lingua d'insegnamento slovena ed una scuola con insegnamento bilingue sloveno-italiano.
In provincia di Gorizia sono presenti quattro scuole: 
- Istituto Comprensivo con lingua d'insegnamento slovena di Gorizia (Večstopenjska šola s slovenskim učnim jezikom v Gorici) - Gorizia e San Floriano del Collio
- Istituto Comprensivo con lingua d'insegnamento slovena di Doberdò del Lago (Večstopenjska šola s slovenskim učnim jezikom v Doberdobu) - Doberdò del Lago, Ronchi dei Legionari e Savogna d'Isonzo
- Istituto Statale d'Istruzione Superiore Simon Gregorčič - Primož Trubar (Državni izobraževalni zavod Simon Gregorčič - Primož Trubar) - Gorizia
- Istituto Statale d'Istruzione Superiore Ivan Cankar (Državni izobraževalni zavod Ivan Cankar) - Gorizia

In provincia di Trieste sono presenti otto scuole: 
- Istituto comprensivo con lingua d'insegnamento slovena di Opicina  (Večstopenjska šola s slovenskim učnim jezikom v Opicine) - Trieste e Monrupino
- Istituto comprensivo con lingua d'insegnamento slovena di Aurisina (Večstopenjska šola s slovenskim učnim jezikom v Nabrežini) - Duino-Aurisina e Sgonico
- Istituto comprensivo con lingua d'insegnamento slovena di San Dorligo della Valle (Večstopenjska šola s slovenskim učnim jezikom v Dolini) - Dolina
- Istituto comprensivo con lingua d'insegnamento slovena di San Giacomo (Večstopenjska šola s slovenskim učnim jezikom v Sveti Jakobu) - Trieste
- Istituto comprensivo con lingua d'insegnamento slovena Vladimir Bartol (Večstopenjska šola s slovenskim učnim jezikom Vladimir Bartol) - Trieste
- Liceo socio-economico e umanistico Anton Martin Slomšek (Licej družbeno-ekonomska in humanistična srednja šola Anton Martin Slomšek) - Trieste La legge di tutela della minoranza slovena (Legge 38/2001) ha consentito nel 2001 l’istituzione a San Pietro al Natisone dell’Istituto comprensivo statale con insegnamento bilingue sloveno-italiano, frequentato, nell’anno scolastico 2021/2022, da circa 240 bambini ed alunni della scuola elementare e media inferiore[16][17]

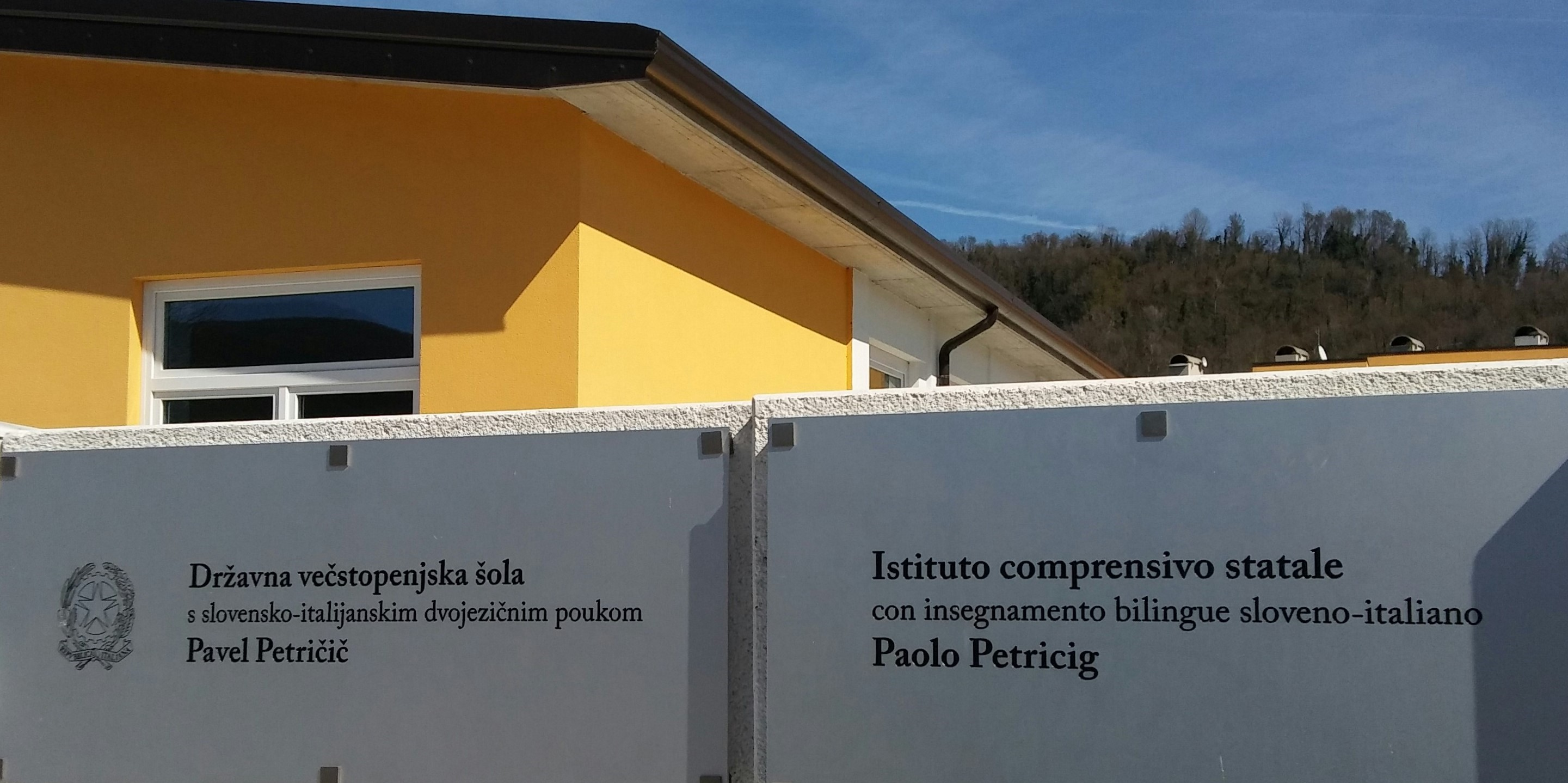
La legge di tutela della minoranza slovena (Legge 38/2001) ha consentito nel 2001 l’istituzione a San Pietro al Natisone dell’Istituto comprensivo statale con insegnamento bilingue sloveno-italiano, frequentato, nell’anno scolastico 2021/2022, da circa 240 bambini ed alunni della scuola elementare e media inferiore

- Liceo scientifico statale France Prešeren (Državni znanstveni licej Franceta Prešerna) - Trieste
- Istituto statale d'istruzione Superiore Jožef Stefan (Državni izobraževalni zavod Jožef Stefan) - Trieste

In provincia di Udine è presente una sola scuola:
- Istituto comprensivo statale con insegnamento bilingue sloveno-italiano Paolo Petricig di San Pietro al Natisone, istituita nel 2001. La scuola media di primo grado, richiesta da diversi anni, è stata inaugurata il 12 settembre 2007[18][19].

## Lo status della lingua slovena in Italia

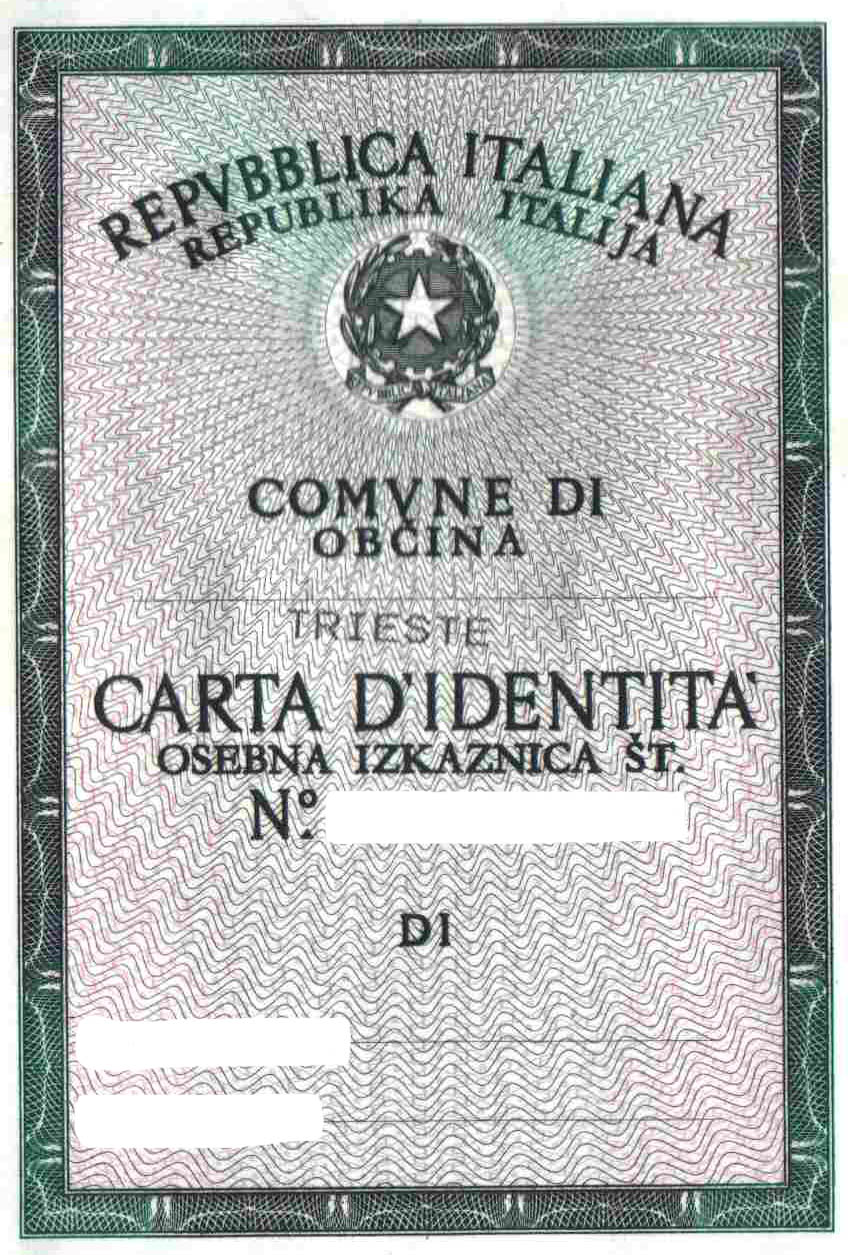
Carta d'identità bilingue.

Nella provincia di Trieste e in quella di Gorizia funzionano, dal primo dopoguerra, scuole statali con lo sloveno come lingua d'insegnamento secondario dopo l'Italiano.
Con la legge n. 38 del 23 febbraio 2001 è stato costituito il "Comitato istituzionale paritetico per i problemi della minoranza slovena" con sede a Trieste; si è provveduto a tracciare un elenco dei comuni abitati dalla minoranza, estendendo alle Valli del Natisone le norme di tutela, riconoscendo come scuole statali gli istituti bilingui privati. Nel 2007 è stato aperto nel centro di Trieste lo Sportello unico statale per gli Sloveni, al fine di consentire alla comunità di utilizzare la propria lingua materna nei rapporti con le istituzioni pubbliche.
Le associazioni di lingua slovena sono quasi tutte inquadrate nell'Unione Culturale Economica Slovena (SKGZ - Slovenska kulturno gospodarska zveza) e nella Confederazione delle Organizzazioni Slovene (SSO - Svet slovenskih organizacij), che a loro volta hanno dato vita al Coordinamento delle minoranze slovene in Italia, Austria, Ungheria e Croazia (SLOMAK - "Slovenska manjšinska koordinacija"). A Trieste esiste anche l'Istituto Sloveno delle Ricerche (SLORI - Slovenski raziskovalni inštitut). Nella stessa città viene stampato, dal 1945, il quotidiano Primorski dnevnik, redatto completamente in lingua slovena. Dalla sede regionale RAI vanno inoltre in onda numerose trasmissioni radiofoniche e televisive in lingua slovena. Le comunità slovene di Gorizia e Trieste hanno inoltre la possibilità di ascoltare i canali radiofonici e televisivi della vicina Slovenia, con la quale hanno mantenuto intensi e stretti contatti culturali che si sono rafforzati dopo la proclamazione dell'indipendenza del paese nel 1991.
Da decenni lo sloveno è utilizzato come lingua coufficiale in diversi comuni della provincia di Trieste e del Goriziano,fermo restando quanto previsto dalla Legge regionale FGVG 23 febbraio 2001 art. n. 38,  con tutti i documenti redatti in forma bilingue. Lo sloveno standard viene utilizzato anche in alcuni comuni delle Valli del Natisone (provincia di Udine), pur se sporadicamente, per via delle già citate resistenze di parte della popolazione locale ad identificare il proprio dialetto con la lingua slovena ufficiale.

## Comuni in cui vige la tutela della comunità minoranza linguistica slovena
Nei comuni in cui vige la tutela della comunità linguistica slovena non è consentita di norma l'esposizione della bandiera slovena accanto a quella italiana, in quanto la bandiera slovena appartiene ad uno Stato sovrano, sebbene ciò venga fatto lo stesso per consuetudine; sono tuttavia autorizzate quella europea, regionale e del comune di appartenenza.
È permessa invece l'esposizione di altra bandiera, al di fuori di quelle elencate, solo se depositata e certificata, che riporti solo l'identificazione delle presenza di minoranza linguistica di quel territorio, e che non può essere la stessa di uno Stato sovrano.
Lo sloveno non è tutelato allo stesso modo in tutti i comuni. Dei 32 comuni oggetto della tutela, 5 hanno deciso di non aderire al bilinguismo visivo (Cividale del Friuli, Prepotto, San Pietro al Natisone, Torreano, Monfalcone), e pertanto la tutela della comunità slovena avviene esclusivamente attraverso uffici dedicati; altri 7 (Muggia, Trieste, Cormons, Gorizia, Sagrado, Faedis e Nimis) applicano il bilinguismo solo in alcune zone del comune. Inoltre, negli stessi comuni l'applicazione del bilinguismo non è sistematica e spesso la cartellonistica è esclusivamente in italiano.
Elenco dei comuni in cui vige la tutela della comunità slovena (legge n. 38 del 2001, approvato da decreto del presidente della Repubblica il 12 settembre 2007):
| Comune | Comune               | Provincia |
| Nome italiano | Nome sloveno         | Provincia |
| --- | -------------------- | --------- |
| Attimis | Ahten                | Udine     |
| Cividale del Friuli1 | Čedad                | Udine     |
| Cormons2 | Krmin                | Gorizia   |
| Doberdò del Lago | Doberdob             | Gorizia   |
| Drenchia | Dreka                | Udine     |
| Duino - Aurisina | Devin - Nabrežina    | Trieste   |
| Faedis3 | Fojda                | Udine     |
| Gorizia4 | Gorica               | Gorizia   |
| Grimacco | Grmek                | Udine     |
| Lusevera | Bardo                | Udine     |
| Malborghetto - Valbruna5 | Naborjet - Ovčja vas | Udine     |
| Monfalcone1 | Tržič                | Gorizia   |
| Monrupino | Repentabor           | Trieste   |
| Muggia6 | Milje                | Trieste   |
| Nimis7 | Neme                 | Udine     |
| Prepotto1 | Prapotno             | Udine     |
| Pulfero | Podbonesec           | Udine     |
| Resia | Rezija               | Udine     |
| Ronchi dei Legionari | Ronke                | Gorizia   |
| San Floriano del Collio | Števerjan            | Gorizia   |
| Sagrado8 | Zagraj               | Gorizia   |
| San Dorligo della Valle | Dolina               | Trieste   |
| San Leonardo | Svet Lenart          | Udine     |
| San Pietro al Natisone1 | Špeter slovenov      | Udine     |
| Savogna | Sovodnje             | Udine     |
| Savogna d'Isonzo | Sovodnje ob Soči     | Gorizia   |
| Sgonico | Zgonik               | Trieste   |
| Stregna | Srednje              | Udine     |
| Taipana | Tipana               | Udine     |
| Tarvisio5 | Trbiž                | Udine     |
| Torreano1 | Tavorjana            | Udine     |
| Trieste9 | Trst                 | Trieste   |
| 1 I servizi alla minoranza vengono garantiti solo da uffici dedicati. Non si applica inoltre il bilinguismo visivo. 2 Solo le seguenti frazioni e località: Zegla, Monte, Montona, Novali, Plessiva, Pradis e Subida 3 Solo le seguenti frazioni e località: Canebola (Čaniebola), Valle (Podcirku), Clap (Podrata), Costalunga (Vila), Costapiana (Raune), Pedrosa (Pedroza), Stremiz (Garmouščica) e Gradischiutta (Podvila) 4 Solo le seguenti frazioni e località: Sant’Andrea, Piuma – San Mauro – Oslavia e Piedimonte del Calvario 5 Il bilinguismo visivo è sospeso in attesa della tutela paritetica di sloveno, friulano e tedesco. 6 Solo le seguenti frazioni e località: Belpoggio, Chiampore, Lazzareto, Noghere, Rabuiese, Santa Barbara, Stramare, Vignano e Zaule 7 Solo la frazione di Cergneu (Černjeja) 8 Solo le seguenti frazioni e località: Peteano, Boschini e Poggio Terza Armata 9 Solo le circoscrizioni amministrative di Altipiano Est e Altipiano Ovest e la frazione di Longera |                      |           |